# Jennifer Lee (redateljica)
Jennifer Michelle Lee(rođena 1971. kao Jennifer Michelle Rebecchi) je američka scenaristica i redateljica. Poznata je kao suredatljica na filmovima Krš i lom i Snježno kraljevstvo, koje je osvojilo Oscara za najbolji animirani film 2013. godine. Lee je prva ženska redateljica u Walt Disney Animation Studios i prva scenaristica koja je postala producentica i prva redateljica čiji je film ostvario zaradu veću od 1 milijarde američkih dolara.

## Filmografija
| Godina | Film                           | Uloga(e)                                                        |
| ------ | ------------------------------ | --------------------------------------------------------------- |
| 2004.  | Tisuću riječi (kratki film)    | producentica, pomoćnica redatelja                               |
| 2012.  | Krš i lom                      | scenaristica                                                    |
| 2013.  | Snježno kraljevstvo            | suredateljica s Chrisom Buckom, scenaristica, glas Elsine majke |
| 2015.  | Snježna groznica (kratki film) | suredateljica s Chrisom Buckom, scenaristica                    |
| -      | A Wrinkle in Time              | scenaristica                                                    |
| -      | Snježno kraljevstvo 2          | suredateljica s Chrisom Buckom, scenaristica                    |

## Osobni život
Lee se udala za Roberta Josepha Monna 30. svibnja 1990. u Rhode Island Country Clubu. S Robertom je dobila kćer Agathu Lee Monn, rođenu 2003. godine, koja je u animiranom filmu Snježno kraljevstvo pjevala pjesmu Do you want to Build a Snowman? Nakon što se rastala s Robetom, preselila se u San Fernando u Kaliforniji.

## Vanjske poveznice
- Jennifer Lee na IMDb-u